# François Mitterrand
François Maurice Adrien Marie Mitterrand (wym. [fʁɑ̃ˈswa mɔˈʁis mitɛˈʁɑ̃]; ur. 26 października 1916 w Jarnac, zm. 8 stycznia 1996 w Paryżu) – francuski polityk, w latach 1981–1995 prezydent Francji i współksiążę Andory.
Wyższy urzędnik Francji Vichy, a następnie uczestnik ruchu oporu. Lider ugrupowań UDSR i CIR, współtwórca Partii Socjalistycznej i jej I sekretarz w latach 1971–1981. Poseł do Zgromadzenia Narodowego, senator. W okresie IV Republiki minister w różnych resortach, w tym minister spraw wewnętrznych (1954–1955) oraz minister sprawiedliwości (1956–1957). Czterokrotny kandydat w wyborach prezydenckich: w 1965, 1974, 1981 i 1988.

## Życiorys

### Młodość i wykształcenie
Urodził się w wielodzietnej katolickiej i konserwatywnej rodzinie jako syn Josepha Mitterranda i jego żony Yvonne. Jego ojciec był urzędnikiem kolejowym, później prowadził rodzinne przedsiębiorstwo zajmujące się produkcją octu. François Mitterrand kształcił się w szkole katolickiej w Angoulême, po czym w 1934 wyjechał do Paryża. W 1937 został absolwentem École libre des sciences politiques, uzyskał również dyplom studiów podyplomowych z prawa publicznego. Działał w ruchu młodzieżowym nacjonalistycznego ugrupowania Croix-de-Feu kierowanego przez François de La Rocque. Od 1938 służył w wojsku francuskim.

### II wojna światowa
W trakcie II wojny światowej w 1940 w stopniu sierżanta brał udział w kampanii francuskiej. Został ranny i wzięty do niewoli. Przewieziony do obozu jenieckiego w Niemczech, podjął trzy próby ucieczki, z których ostatnia z grudnia 1941 okazała się udana. Przedostał się do strefy nieokupowanej, podejmując pracę w strukturach powiązanych z uzależnioną od III Rzeszy Francją Vichy. Pracował w organizacji weteranów Légion française des combattants, następnie dołączył do komisariatu odpowiedzialnego za sprawy jeńców wojennych, gdzie faktycznie kierował służbami informacyjnymi. Uchodził za zwolennika Pierre’a Lavala. W 1943 otrzymał odznaczenie Francji Vichy – Ordre de la Francisque; sam François Mitterrand twierdził później, że stanowiło to przykrywkę dla działalności w ruchu oporu. Jako prezydent Francji w rocznice rozejmu w Compiègne z 1918 składał kwiaty na grobie marszałka Philippe’a Pétaina, co stało się później przedmiotem krytyki.
Swoją pracę w administracji wykorzystywał również dla wspierania jeńców francuskich przebywających w III Rzeszy. Latem 1942 nawiązał kontakty z ruchem oporu. Z komisariatu odszedł na początku 1943, gdy jego przełożony został zdymisjonowany, a Pierre Laval dążył do nadania tej instytucji kolaboracyjnego charakteru. Wkrótce całkowicie zerwał z reżimem Francji Vichy, angażując się w działalność opozycyjną, w ramach której przyjął pseudonim „capitaine Morland”. Współtworzył organizację Rassemblement national des prisonniers de guerre. Czasowo ukrywał się wobec zagrożenia aresztowaniem. W grudniu 1943 przedostał się do Londynu, a następnie do Algieru, gdzie spotkał Charles’a de Gaulle’a. Ostatecznie po przerzuceniu do Francji wykonał rozkaz generała, na skutek czego w marcu 1944 doszło do połączenia różnych grup i powstania ruchu Mouvement national des prisonniers de guerre et déportés (MNPGD). François Mitterrand brał udział w powstaniu paryskim. Był sekretarzem generalnym do spraw jeńców wojennych i deportowanych, reprezentował Charles’a de Gaulle’a do czasu przybycia do Paryża rządu tymczasowego.

### Okres przejściowy i IV Republika Francuska
W kwietniu 1945 doprowadził do przekształcenia MNPGD w Fédération nationale des prisonniers de guerre (FNPG). Przez pewien czas kierował magazynem „Votre Beauté”. W 1946 uzyskał mandat deputowanego do Zgromadzenia Narodowego z ramienia kartelu wyborczego zorganizowanego wokół partii Union démocratique et socialiste de la Résistance (UDSR), do której później formalnie wstąpił. W wyborach w 1951 i 1956 z powodzeniem ubiegał się o reelekcję. Od 1947 był również radnym departamentu Nièvre.
Między 1947 a 1957 sprawował szereg funkcji rządowych. Od stycznia do października 1947 był ministrem do spraw weteranów i ofiar wojny w gabinecie Paula Ramadiera. Ponownie zajmował to stanowisko od listopada 1947 do lipca 1948 u Roberta Schumana. Następnie do października 1949 był sekretarzem stanu przy premierze w rządach, którymi kierowali André Marie, Robert Schuman i Henri Queuille. Od lipca 1950 do lipca 1951 sprawował urząd ministra do spraw terytoriów zamorskich w gabinetach, w których premierami byli René Pleven i Henri Queuille. Od stycznia do marca 1952 był ministrem stanu u Edgara Faure, a od czerwca do września 1953 ministrem delegowanym przy Radzie Europy u Josepha Laniela. W czerwcu 1954 premier Pierre Mendès France powołał go na ministra spraw wewnętrznych, funkcję tę pełnił do lutego 1955. Od lutego 1956 do czerwca 1957 był ministrem stanu i ministrem sprawiedliwości w rządzie Guya Molleta.
Funkcje ministerialne pełnił m.in. w czasie wojny algierskiej, która wybuchła, gdy stał na czele resortu spraw wewnętrznych. Jednoznacznie sprzeciwiał się wówczas oderwaniu Algierii od Francji. Jako minister sprawiedliwości opiniował wyroki skazujące na karę śmierci wydane wobec osób powiązanych z FLN – na 45 spraw tylko w nielicznych zarekomendował prezydentowi René Coty’emu skorzystanie z prawa łaski. W późniejszych latach nie wypowiadał się raczej na temat kary śmierci, dopiero w kampanii wyborczej w 1981 zadeklarował się jako jej przeciwnik.
W 1948 należał do założycieli Ruchu Europejskiego, międzynarodowego stowarzyszenia działającego na rzecz integracji europejskiej. Wzmacniał także swoją pozycję w UDSR, z której usunięto zwolenników gaullizmu. Ostatecznie w 1953 stanął na czele tego ugrupowania, kierując nim do czasu rozwiązania w 1964. W działalności politycznej zaczął reprezentować nurt lewicowy. W 1958 sprzeciwiał się przejęciu władzy przez Charles’a de Gaulle’a. Dołączył ze swoją partią do Union des forces démocratiques, sojuszu wyborczego przeciwnych generałowi ugrupowań niekomunistycznej lewicy. W wyborach parlamentarnych nie udało mu się jednak utrzymać mandatu poselskiego.

### V Republika Francuska do 1981
Kontynuował działalność jako radny Nièvre. W latach 1964–1981 był przewodniczącym rady generalnej tego departamentu. W 1959 wybrany na mera Château-Chinon, urząd ten sprawował również do 1981. W 1959 powrócił także do francuskiego parlamentu, wchodząc w skład Senatu, w którym zasiadał do 1962. Także w 1959 stwierdził, że uniknął zamachu na jego życie, do którego miało dojść w Paryżu przy Avenue de l’Observatoire. Sytuacja ta wzbudziła liczne wątpliwości, pojawiały się bowiem głosy, że polityk sam sfingował ten zamach, by zyskać poparcie społeczne.
W wyniku wyborów w 1962 ponownie zasiadł w Zgromadzeniu Narodowym. Uzyskał wówczas mandat deputowanego II kadencji. Wybierany następnie na kolejne kadencje w wyborach parlamentarnych w 1967, 1968, 1973 i 1978, z niższej izby parlamentu odszedł w 1981. W 1964 założył i od tego czasu kierował nową formacją polityczną pod nazwą Konwent Instytucji Republikańskich (CIR). Od lat 60. aktywny uczestnik debat parlamentarnych, w których występował przeciwko gaullistom. Swoim poglądom politycznym dał też wyraz w publikacji Le Coup d’État permanent z 1964. W 1965 wystartował w wyborach prezydenckich, uzyskując wsparcie ugrupowań lewicowych skupionych w powstałej w tymże roku federacji Fédération de la gauche démocrate et socialiste (FGDS). Faworytem tych wyborów był ubiegający się o reelekcję Charles de Gaulle, jednak dobry wynik centrysty Jeana Lecanueta przyczynił się do tego, że nie doszło do rozstrzygnięcia w pierwszej turze. Prezydent uzyskał w niej 44,7% głosów, zaś kandydata lewicy poparło 31,7% głosujących. W drugiej turze François Mitterand dostał 44,8% głosów, przegrywając tym samym wybory.
Stał się faktycznym liderem FGDS (zrzeszającą m.in. SFIO i CIR), dopuszczał współpracę z izolowaną dotąd przez lewicę Francuską Partią Komunistyczną, do której zaczęło dochodzić w drugiej połowie lat 60. Zrezygnował z kandydowania na prezydenta w 1969. W czerwcu 1971 przyłączył swoje ugrupowanie do powstałej w 1969 Partii Socjalistycznej (PS). Zastąpił wówczas na jej czele Alain Savary’ego, obejmując stanowisko pierwszego sekretarza partii. Zawiązał porozumienie z komunistami i z radykałami, został wspólnym kandydatem lewicy w wyborach prezydenckich w 1974, które rozpisano po śmierci Georges’a Pompidou. W pierwszej turze zajął pierwsze miejsce z wynikiem 43,3% głosów. W drugiej turze otrzymał 49,2% poparcia, tym samym przegrał kolejne wybory, a prezydentem został centrysta Valéry Giscard d’Estaing. Liderem PS był do stycznia 1981, kiedy to zastąpił go Lionel Jospin.

### Prezydent Francji

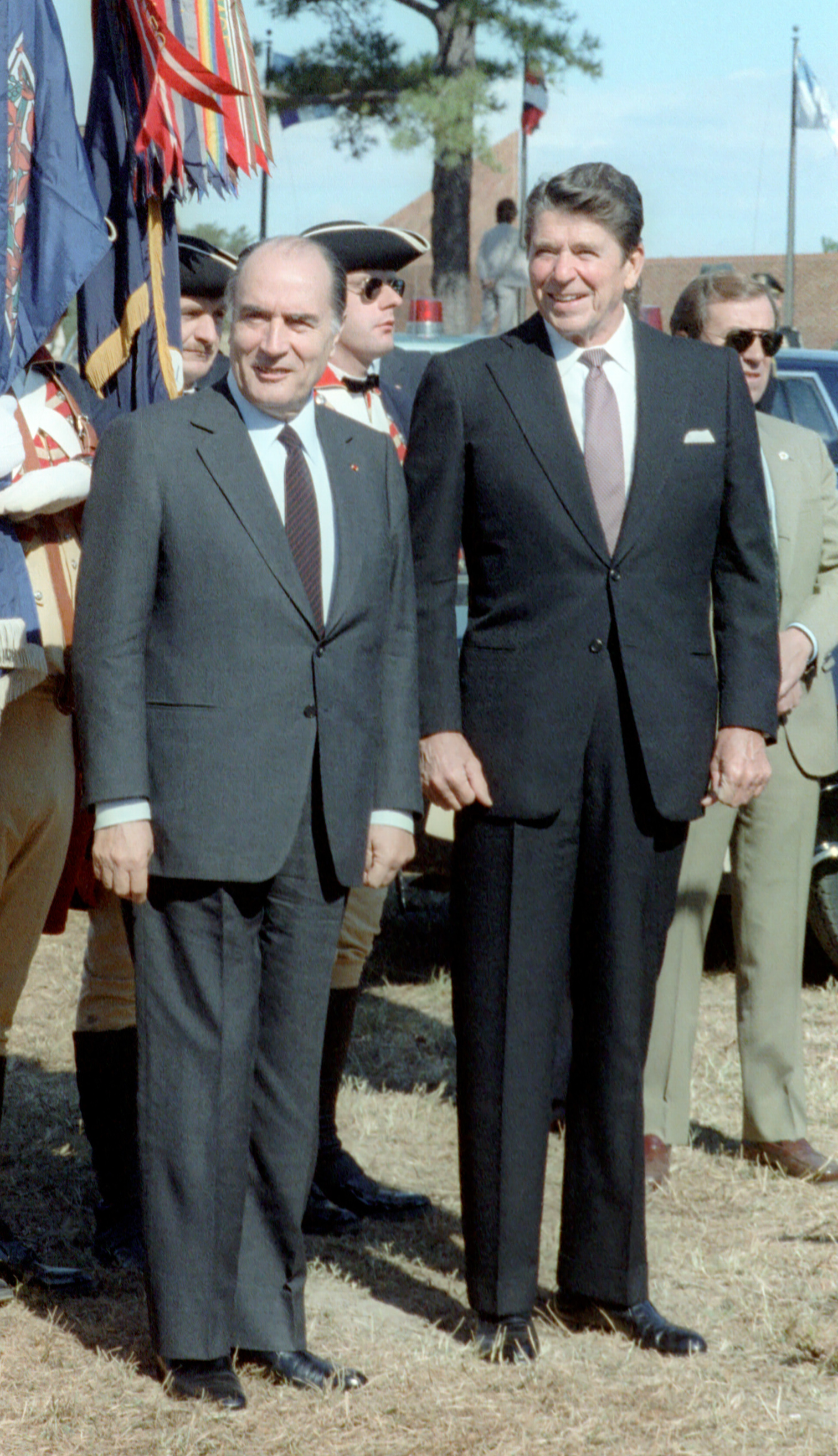
François Mitterrand i Ronald Reagan (1981)

W 1981 ponownie kandydował w wyborach prezydenckich, które zarządzono na 26 kwietnia i 10 maja tego samego roku. W pierwszej turze dostał 25,9% głosów, podczas gdy Valéry Giscard d’Estaing otrzymał 28,3% głosów. W drugiej turze pokonał urzędującego prezydenta z wynikiem 51,8% głosów. Do porażki Valéry’ego Giscarda d’Estaing w dużej mierze przyczynił się fakt, że jego poparcia w drugiej turze odmówił gaullista Jacques Chirac, który w pierwszej turze zajął trzecie miejsce. François Mitterrand urząd prezydenta objął 21 maja 1981. W wyborach w 1988 ubiegał się o reelekcję. W pierwszej turze z 24 kwietnia zajął pierwsze miejsce (34,1% głosów), w drugiej z 8 maja otrzymał 54,0% głosów. Zapewnił sobie ponowny wybór, pokonując premiera i mera Paryża Jacques’a Chiraca.
Był pierwszym socjalistą stojącym na czele V Republiki Francuskiej. Po objęciu urzędu powołał nowy lewicowy rząd, w którym premierem został Pierre Mauroy. Lewica wygrała także przeprowadzone w 1981 wybory parlamentarne, a do gabinetu włączono przedstawicieli komunistów. Zaczęto wprowadzać różne reformy, które zapowiedziano w wyborczym dokumencie programowym 110 propositions pour la France. Dokonano m.in. nacjonalizacji w sektorze bankowym i przemysłowym, przeprowadzono reformę prawa pracy, a z inicjatywy Roberta Badintera zniesiono karę śmierci. Pojawiające się wkrótce problemy gospodarcze wymusiły wprowadzenie planu oszczędnościowego. W polityce zagranicznej prezydent poparł zjednoczenie Niemiec oraz udział Francji w I wojnie w Zatoce Perskiej. Krytycy zarzucali mu natomiast nadmierną ostrożność wobec wydarzeń związanych z rozpadem komunistycznego ZSRR. W okresie prezydentury wspierał integrację europejską, w tym czasie m.in. podpisano i zaaprobowano w referendum we Francji traktat z Maastricht.
W 1986 wybory do Zgromadzenia Narodowego wygrała koalicja centroprawicy – Jacques Chirac stanął na czele rządu. Doszło wtedy do pierwszej koabitacji, gdy prezydent i premier wywodzili się z innych obozów politycznych. W okresie tym François Mitterrand utrzymał w szczególności wpływ na politykę zagraniczną państwa. Sytuacja koabitacji w czasie jego prezydentury utrzymywała się do 1988 i ponownie w latach 1993–1995.
W 1993 dziennik „Libération” ujawnił, że na początku lat 80. z inicjatywy François Mitterranda powołano specjalną jednostkę antyterrorystyczną, która nielegalnie podsłuchiwała rozmowy telefoniczne. Pojawiały się również różne skandale uderzające w zaplecze polityczne prezydenta. François Mitterrand miał też zatwierdzić zatopienie w 1985 statku Greenpeace'u „Rainbow Warrior” u wybrzeży Nowej Zelandii.

### Działalność po prezydenturze
Jego druga kadencja zakończyła się 17 maja 1995. Socjaliści nie utrzymali stanowiska prezydenta – ich kandydata Lionela Jospina pokonał w wyborach Jacques Chirac. François Mitterrand odmówił pracy w Radzie Konstytucyjnej. Zmarł 8 stycznia 1996 na raka prostaty. Uroczystości pogrzebowe odbyły się 11 stycznia tego samego roku, na ten dzień zarządzono żałobę narodową. W pogrzebie zmarłego prezydenta uczestniczyli m.in. wiceprezydent Stanów Zjednoczonych Al Gore i prezydent Rosji Boris Jelcyn.
Również w 1996 prezydencki lekarz Claude Gubler we współpracy z dziennikarzem Michelem Gonodem wydał książkę Le grand secret. W publikacji tej podał, że u François Mitteranda już w 1981 wykryto zagrażającą życiu chorobę nowotworową, a następnie przez kilkanaście lat ukrywano prawdziwe informacje o stanie zdrowia prezydenta. Książka wzbudziła szerokie kontrowersje, wkrótce po jej wydaniu została wycofana ze sprzedaży.

## Życie prywatne
W 1944 zawarł związek małżeński z Danielle Mitterrand. Para miała trzech synów: Pascala (zmarłego w okresie niemowlęcym), Jeana-Christophe’a i Gilberta.
Ze związku pozamałżeńskiego z historyk sztuki Anne Pingeot miał córkę Mazarine Pingeot. Informacja ta została upubliczniona w końcowym okresie jego prezydentury. W 2014 Hravn Forsne, syn szwedzkiej dziennikarki Chris Forsne, oświadczył, że zmarły prezydent był jego ojcem.

## Muzeum
W 2006 w rodzinnej miejscowości François Mitteranda zostało otwarte poświęcone mu muzeum Maison natale de François Mitterrand.

## Lista pełnionych funkcji politycznych
- deputowany z departamentu Nièvre (1946–1958, 1962–1981)
- minister ds. kombatantów i ofiar wojny (1947, 1947–1948)
- sekretarz stanu przy premierze (1950–1951)
- minister ds. terytoriów zamorskich (1950–1951)
- minister stanu (1952)
- minister delegowany (1953)
- minister spraw wewnętrznych (1954–1955)
- minister stanu, minister sprawiedliwości (1956–1957)
- senator (1959–1962)
- przewodniczący rady departamentu Nièvre (1964–1981)
- mer Château-Chinon (1959–1981)[1]
- I sekretarz Partii Socjalistycznej (1971–1981)
- prezydent Francji i współksiążę Andory (1981–1995)

## Odznaczenia i wyróżnienia
- Krzyż Wielki Legii Honorowej (z urzędu, 1981)
- Krzyż Wielki Orderu Narodowego Zasługi (z urzędu, 1981)
- Krzyż Wielki Orderu Zasługi Republiki Włoskiej (1982)[35]
- Wielki Łańcuch Orderu Infanta Henryka (1983)[36]
- Krzyż Wielki Orderu Zasługi Rzeczypospolitej Polskiej (1991)[37]
- Nagroda Karola Wielkiego (1988)[38]
- Honorowe obywatelstwo Sarajewa (1992)[39]
- Doktorat honoris causa Uniwersytetu Gdańskiego (1993)[40]